# Fledder
Fledder, Osnabrück-Fledder – dzielnica miasta Osnabrück w Niemczech, w kraju związkowym Dolna Saksonia.